# لوئیجی چونینی
لوئیجی چِوِنینی (به ایتالیایی: Luigi Cevenini) بازیکن فوتبال و اهل ایتالیا است که از سال ۱۹۱۵ میلادی عضو تیم ملی فوتبال ایتالیا بوده و در ۲۹ بازی ملی حضور داشته‌است. او در بازی‌های ملی‌اش ۱۱ گل به ثمر رساند.
لویجی چونینی آخرین بازی ملی خود را در سال ۱۹۲۹ میلادی انجام داد.